# Maisons-lès-Soulaines
Maisons-lès-Soulaines ist eine französische Gemeinde mit 64 Einwohnern (Stand: 1. Januar 2022) im Département Aube in der Region Grand Est. Sie gehört zum Arrondissement Bar-sur-Aube und zum gleichnamigen Kanton Bar-sur-Aube. 
Sie ist umgeben von folgenden Nachbargemeinden:
| Fresnay |                                             | Thors          |
|         | Kompassrose, die auf Nachbargemeinden zeigt |                |
| Engente | Colombé-la-Fosse                            | Colombé-le-Sec |

## Bevölkerungsentwicklung
| Jahr                      | 1962 | 1968 | 1975 | 1982 | 1990 | 1999 | 2008 | 2016 |
| ------------------------- | ---- | ---- | ---- | ---- | ---- | ---- | ---- | ---- |
| Einwohner                 | 71   | 61   | 50   | 43   | 54   | 55   | 78   | 60   |
| Quelle: Cassini und INSEE |      |      |      |      |      |      |      |      |